# Jazmín Ortenzi
Jazmín Ortenzi (Chilecito, La Rioja; 20 de noviembre de 2001) es una tenista argentina.
Su mayor ranking WTA en individuales es el 227°, logrado el 3 de marzo de 2025.
Ortenzi hizo su debut en la Copa Billie Jean King con Argentina en 2019.

## Biografía
Comenzó a jugar al tenis con tíos y primos en la cancha de polvo de ladrillo que había construido su abuelo en su ciudad natal. A los ocho años comenzó a jugar en un club y su primer entrenador fue Julio Nicolás Tití Moráles.
A los 14 años comenzó a entrenar en el Centro Nacional de Alto Rendimiento Deportivo (CeNARD) de Buenos Aires. Como junior jugó el Sudamericano, la Gira Europa, el circuito COSAT y el Mundial.
En 2019 debutó en la Copa Billie Jean King en un encuentro de dobles frente a Chile haciendo pareja con Carla Lucero.
En 2022 comenzó a tener una serie de lesiones menores que la alejaron del circuito.
En enero de 2024 volvió a jugar en el W35 de Náutico Hacoaj. Ese año conquistó dos títulos W15 y alcanzó tres finales, dos de W35 y una de W50. En la serie frente a Brasil de Copa Billie Jean King obtuvo un triunfo frente a Laura Pigossi y tuvo dos match points frente a Haddad Maia, la número de 18 del mundo, quien finalmente obtuvo la victoria.

## Finales del Circuito ITF

### Individuales: 19 (11 títulos, 8 subcampeonatos)
| Premios                  |
| ------------------------ |
| torneos de USD 100,000   |
| torneos de USD 75/80,000 |
| torneos de USD 50/60,000 |
| torneos de USD 25/35,000 |
| torneos de USD 15,000    |

| Finales por superficie |
| ---------------------- |
| Dura (0–0)             |
| Arcilla (11–8)         |
| Hierba (0–0)           |
| Carpeta (0–0)          |

| Resultado | G-P  | Fecha              | Torneo                               | Nivel  | Superficie | Rival                     | Puntaje       |
| --------- | ---- | ------------------ | ------------------------------------ | ------ | ---------- | ------------------------- | ------------- |
| Finalista | 0-1  | agosto 2018        | ITF Lambaré, Paraguay                | 15,000 | Arcilla    | Fernanda Brito            | 3–6, 6–1, 4–6 |
| Campeona  | 1-1  | agosto 2019        | ITF Santa Cruz de la Sierra, Bolivia | 15,000 | Arcilla    | Victoria Bosio            | 6–3, 6–2      |
| Campeona  | 2-1  | agosto 2019        | ITF La Paz, Bolivia                  | 15,000 | Arcilla    | Romina Ccuno              | 6–3, 6–3      |
| Finalista | 2–2  | octubre de 2019    | ITF Buenos Aires, Argentina          | 15,000 | Arcilla    | Guillermina Naya          | 3–6, 5–7      |
| Campeona  | 3–2  | noviembre de 2021  | ITF Antalya, Turquía                 | 15,000 | Arcilla    | Diana Demidova            | 6–0, 7–5      |
| Campeona  | 4–2  | noviembre de 2021  | ITF Antalya II, Turquía              | 15,000 | Arcilla    | Daria Lodikova            | 6–0, 6–0      |
| Campeona  | 5–2  | diciembre de 2021  | ITF Antalya III, Turquía             | 15,000 | Arcilla    | Arina Vasilescu           | 6–2, 7–6(7)   |
| Campeona  | 6–2  | mayo de 2023       | ITF Curitiba, Brasil                 | 15,000 | Arcilla    | Ana Candiotto             | 6–3, 6–3      |
| Campeona  | 7–2  | mayo de 2023       | ITF Recife, Brasil                   | 15,000 | Arcilla    | Sabastiani León           | 6–4, 7–5      |
| Campeona  | 8–2  | marzo de 2024      | ITF Córdoba, Argentina               | 15,000 | Arcilla    | Julieta Estable           | 6–2, 6–0      |
| Finalista | 8–3  | abril de 2024      | ITF Mosquera, Colombia               | 35,000 | Arcilla    | Yuliana Lizarazo          | 1–6, 1–6      |
| Finalista | 8–4  | mayo de 2024       | ITF Sopo, Colombia                   | 35,000 | Arcilla    | Alice Tubello             | 4–6, 2–6      |
| Campeona  | 9–4  | mayo de 2024       | ITF Rio Claro, Brasil                | 15,000 | Arcilla    | Amy Zhu                   | 6–1, 6–2      |
| Campeona  | 10–4 | junio de 2024      | ITF Maringá, Brasil                  | 15,000 | Arcilla    | Lucciana Pérez            | 6–4, 6–3      |
| Finalista | 10–5 | agosto de 2024     | ITF Arequipa, Perú                   | 50,000 | Arcilla    | Tiantsoa Rakotomanga      | 4–6, 4–6      |
| Finalista | 10–6 | septiembre de 2024 | ITF Piracicaba, Brasil               | 35,000 | Arcilla    | Giorgia Pedone            | 4–6, 2–6      |
| Finalista | 10–7 | enero de 2025      | ITF Buenos Aires, Argentina          | 35,000 | Arcilla    | Carolina Alves            | 2–6, 4–6      |
| Finalista | 10–8 | enero de 2025      | ITF Buenos Aires II, Argentina       | 35,000 | Arcilla    | Luisina Giovannini        | 4–6, 4–6      |
| Campeona  | 11–8 | mayo de 2025       | ITF Bastad, Suecia                   | 35,000 | Arcilla    | Irene Burillo Escorihuela | 6–4, 6–2      |

### Dobles: 18 (11 títulos, 7 subcampeonatos)
| Premios                  |
| ------------------------ |
| torneos de USD 100,000   |
| torneos de USD 75/80,000 |
| torneos de USD 50/60,000 |
| torneos de USD 25/35,000 |
| torneos de USD 15,000    |

| Finales por superficie |
| ---------------------- |
| Dura (2–1)             |
| Arcilla (9–6)          |
| Hierba (0–0)           |
| Carpeta (0–0)          |

| Resultado | G-P  | Fecha             | Torneo                               | Nivel  | Superficie | Compañera              | Rivales                                      | Puntaje          |
| --------- | ---- | ----------------- | ------------------------------------ | ------ | ---------- | ---------------------- | -------------------------------------------- | ---------------- |
| Campeona  | 1-0  | agosto 2019       | ITF Santa Cruz de la Sierra, Bolivia | 15,000 | Arcilla    | Noelia Zeballos        | Elizaveta Koklina Ana Morgina                | 6–1, 4–6, [11–9] |
| Campeona  | 2-0  | agosto 2019       | ITF La Paz, Bolivia                  | 15,000 | Arcilla    | Noelia Zeballos        | Romina Ccuno Antonia Samudio                 | 6–2, 1–6, [10–4] |
| Finalista | 2-1  | noviembre de 2020 | ITF El Cairo, Egipto                 | 15,000 | Arcilla    | Anastasia Nefedova     | Elina Avanesian Anna Kubareva                | 3–6, 5–7         |
| Campeona  | 3-1  | agosto 2021       | ITF Monastir, Túnez                  | 15,000 | Dura       | Ekaterina Reyngold     | Asya Colombo Beatriz Stagno                  | 6–1, 6–1         |
| Campeona  | 4-1  | agosto 2021       | ITF Monastir, Túnez                  | 15,000 | Dura       | Ingrid Gamarra Martins | Sakura Hondo Yuka Hosoki                     | 6–2, 6–0         |
| Finalista | 4–2  | septiembre 2021   | ITF Monastir, Túnez                  | 15,000 | Dura       | Ingrid Gamarra Martins | Ma Yexin Moyuka Uchijima                     | 2–6, 6–2, [6–10] |
| Campeona  | 5–2  | noviembre de 2021 | ITF Antalya, Turquía                 | 15,000 | Arcilla    | Claudia Hoste Ferrer   | Romana Čisovská Daria Lodikova               | 6–2, 6–4         |
| Finalista | 5–3  | diciembre de 2021 | ITF Antalya, Turquía                 | 15,000 | Arcilla    | Mariana Dražić         | Ksenia Laskutova Amarissa Tóth               | 4–6, 2–6         |
| Finalista | 5–4  | mayo de 2023      | ITF Curitiba, Brasil                 | 15,000 | Arcilla    | Sabastiani León        | Ana Candiotto Rebeca Pereira                 | 5–7, 6–3, [3–10] |
| Campeona  | 6–4  | mayo de 2023      | ITF Recife, Brasil                   | 15,000 | Arcilla    | Sabastiani León        | Luciana Blatter Martina Roldán               | 6–1, 6–3         |
| Finalista | 6–5  | junio de 2023     | ITF Kuršumlijska Banja, Serbia       | 25,000 | Arcilla    | Ekaterina Reyngold     | Valentini Grammatikopoulou Sofya Lansere     | 3–6, 2–6         |
| Campeona  | 7–5  | abril de 2024     | ITF Mosquera, Colombia               | 35,000 | Arcilla    | María Portillo Ramírez | Nicole Fossa Huergo Miriana Tona             | 6–3, 6–2         |
| Campeona  | 8–5  | abril de 2024     | ITF Anapoima, Colombia               | 35,000 | Arcilla    | María Portillo Ramírez | Nicole Fossa Huergo Miriana Tona             | 6–4, 6–3         |
| Finalista | 8–6  | mayo de 2024      | ITF Río Claro, Brasil                | 15,000 | Arcilla    | Lucciana Pérez         | Rebeca Pereira Camila Romero                 | 3–6, 1–6         |
| Campeona  | 9–6  | junio de 2024     | ITF Maringá, Brasil                  | 15,000 | Arcilla    | Lucciana Pérez         | Camilla Bossi Letícia Garcia Vidal           | 6–2, 6–1         |
| Campeona  | 10–6 | julio de 2024     | ITF Luján, Argentina                 | 15,000 | Arcilla    | Lucciana Pérez         | Romina Ccuno María Florencia Urrutia         | 6–4, 7–5         |
| Finalista | 10–7 | agosto de 2024    | ITF Chacabuco, Argentina             | 35,000 | Arcilla    | Lucciana Pérez         | Luisina Giovannini Marian Gómez Pezuela Cano | w/o              |
| Campeona  | 11–7 | agosto de 2024    | ITF Arequipa, Perú                   | 50,000 | Arcilla    | Lucciana Pérez         | Tiantsoa Rakotomanga Lian Tran               | 5–7, 6–3, [10–1] |

## Finales del Circuito Junior de la ITF
| Leyenda      |
| ------------ |
| Categoría G1 |
| Categoría G2 |
| Categoría G3 |
| Categoría G4 |
| Categoría G5 |

### Individuales: 6 (6 títulos)
| Resultado | Año | Fecha           | Torneo                  | Grado | Superficie | Rival                   | Puntaje       |
| --------- | --- | --------------- | ----------------------- | ----- | ---------- | ----------------------- | ------------- |
| Campeona  | 1-0 | agosto 2016     | Villa María, Argentina  | G5    | Arcilla    | Azul Agustina Pedemonti | 7–6 (5), 6–2  |
| Campeona  | 2-0 | octubre de 2016 | Buenos Aires, Argentina | G5    | Arcilla    | Anfisa Danilchenko      | 6–2, 4–1 ret. |
| Campeona  | 3-0 | Mayo 2019       | La Paz, Bolivia         | G4    | Arcilla    | Valentina Vásquez       | 6–0, 6–2      |
| Campeona  | 4-0 | julio de 2019   | Medellín, Colombia      | G5    | Arcilla    | María Parra             | 7–5, 6–0      |
| Campeona  | 5-0 | julio de 2019   | Bogotá, Colombia        | G3    | Arcilla    | Romina Ccuno            | 6–1, 6–0      |
| Campeona  | 6-0 | agosto 2019     | Cali, Colombia          | G3    | Arcilla    | Romina Ccuno            | 6–4, 6–3      |

### Dobles: 6 (4 títulos, 2 subcampeonatos)
| Resultado | Año | Fecha         | Torneo                 | Grado | Superficie | Compañera       | Rivales                                      | Puntaje          |
| --------- | --- | ------------- | ---------------------- | ----- | ---------- | --------------- | -------------------------------------------- | ---------------- |
| Campeona  | 1–0 | agosto 2016   | Villa María, Argentina | G5    | Arcilla    | Andrea Di Palma | Camila Mariel Moreno Azul Agustina Pedemonti | 6–3, 4–6, [10–5] |
| Campeona  | 2–0 | junio de 2017 | Odense, Dinamarca      | G4    | Arcilla    | Jessica Plazas  | Ella Haavisto Katriin Sarre                  | 4–6, 6–4, [10–8] |
| Finalista | 2–1 | marzo de 2018 | Mendoza, Argentina     | G3    | Arcilla    | Jessica Plazas  | Acebo Fischer Natsumi Kawaguchi              | 1–6, 2–6         |
| Campeona  | 3–1 | julio de 2019 | Medellín, Colombia     | G5    | Arcilla    | María Torres    | Isabel Bolívar Garcés Jessica Plazas         | 6–4, 6–3         |
| Campeona  | 4-1 | julio de 2019 | Bogotá, Colombia       | G3    | Arcilla    | Romina Ccuno    | María Castedo Josefa Fernández               | 6–2, 6–4         |
| Finalista | 4–2 | agosto 2019   | Cali, Colombia         | G3    | Arcilla    | Romina Ccuno    | Ana Luisa Cruz Isabel Oliveira               | 5–7, 6–2, [5–10] |

## Participaciones en la Copa Billie Jean King

### Individuales (6-2)
| Año  | Categoría         | Instancia      | Sede                | Superficie  | País rival | Oponente                    | Resultado     | Serie     |
| 2022 | Zona de América I | Fase de grupos | Salinas, Ecuador    | Dura        | Guatemala  | Kirsten Andrea Weedon       | 3-6, 6-3, 6-3 | 3–0 (1-0) |
| 2024 | Grupo Mundial     | Play-Offs      | São Paulo, Brasil   | Arcilla (i) | Brasil     | Beatriz Haddad Maia         | 6-3, 5-7, 2-6 | 2–3 (1-1) |
| 2024 | Grupo Mundial     | Play-Offs      | São Paulo, Brasil   | Arcilla (i) | Brasil     | Laura Pigossi               | 6-2, 6-1      | 2–3 (2-2) |
| 2025 | Zona de América I | Fase de grupos | Guadalajara, México | Dura        | Guatemala  | Nina Marcela Chávez Vicente | 6-0, 6-0      | 3–0 (1-0) |
| 2025 | Zona de América I | Fase de grupos | Guadalajara, México | Dura        | Chile      | Antonia Vergara Rivera      | 6-2, 6-2      | 3–0 (1-0) |
| 2025 | Zona de América I | Fase de grupos | Guadalajara, México | Dura        | Venezuela  | Sabrina Balderrama          | 6-2, 6-1      | 2–1 (1-0) |
| 2025 | Zona de América I | Fase de grupos | Guadalajara, México | Dura        | Paraguay   | Victoria López Ocampos      | 6-0, 6-1      | 3–0 (1-0) |
| 2025 | Zona de América I | Fase de grupos | Guadalajara, México | Dura        | México     | Victoria Rodríguez          | 3-6, 4-6      | 0–3 (0-1) |

### Dobles (2-4)
| Año  | Categoría         | Instancia      | Sede               | Superficie  | País rival | Pareja         | Oponentes                                          | Resultado     | Serie |
| 2019 | Zona de América I | Fase de grupos | Medellín, Colombia | Arcilla     | Chile      | Carla Lucero   | Bárbara Gatica Alexa Guarachi                      | 1-6, 1-6      | 0–3   |
| 2019 | Zona de América I | Fase de grupos | Medellín, Colombia | Arcilla     | Brasil     | Catalina Pella | Beatriz Haddad Maia Luisa Stefani                  | 5-7, 3-6      | 1–2   |
| 2022 | Zona de América I | Fase de grupos | Salinas, Ecuador   | Dura        | Colombia   | Julia Riera    | Yuliana Lizarazo María Paulina Pérez García        | 6-4, 6-3      | 3–0   |
| 2022 | Zona de América I | Fase de grupos | Salinas, Ecuador   | Dura        | Brasil     | Julia Riera    | Carolina Alves Beatriz Haddad Maia                 | 3-6, 6-3, 1-6 | 1–2   |
| 2022 | Zona de América I | Fase de grupos | Salinas, Ecuador   | Dura        | Guatemala  | Julia Riera    | María Gabriela Rivera Corado Kirsten Andrea Weedon | 7-5, 6-3      | 3–0   |
| 2024 | Grupo Mundial     | Play-Offs      | São Paulo, Brasil  | Arcilla (i) | Brasil     | Julia Riera    | Carolina Alves Beatriz Haddad Maia                 | 3-6, 2-6      | 2–3   |